# Pierfrancesco Maran
Pierfrancesco Maran (ur. 27 maja 1980 w Mediolanie) – włoski polityk i samorządowiec, poseł do Parlamentu Europejskiego X kadencji.

## Życiorys
W 2006 ukończył nauki polityczne na Uniwersytecie Mediolańskim. Pracował jako konsultant biznesowy. W latach 1999–2006 był radnym dzielnicowym. W 2006 został wybrany na radnego Mediolanu z listy Drzewa Oliwnego. Dołączył następnie do Partii Demokratycznej. W latach 2011–2024 zajmował stanowisko asesora we władzach wykonawczych Mediolanu, którymi kierowali kolejno Giuliano Pisapia i Giuseppe Sala.
W wyborach w 2024 uzyskał mandat deputowanego do PE X kadencji (gdy Alessandro Zan zrezygnował z jego objęcia w tym samym okręgu).